# کارنیس
کارنیس (به ارمنی: Կարենիս) یک روستا در ارمنستان است که در استان کوتایک واقع شده‌است.    در  کیلومتری شمال هرازدان، مرکز استان کوتایک واقع شده است.

## خصوصیات
کارنیس  ۸۱۳ نفر جمعیت دارد و در ارتفاع  متر بالاتر از سطح دریا قرار گرفته است.